# Ohio Express

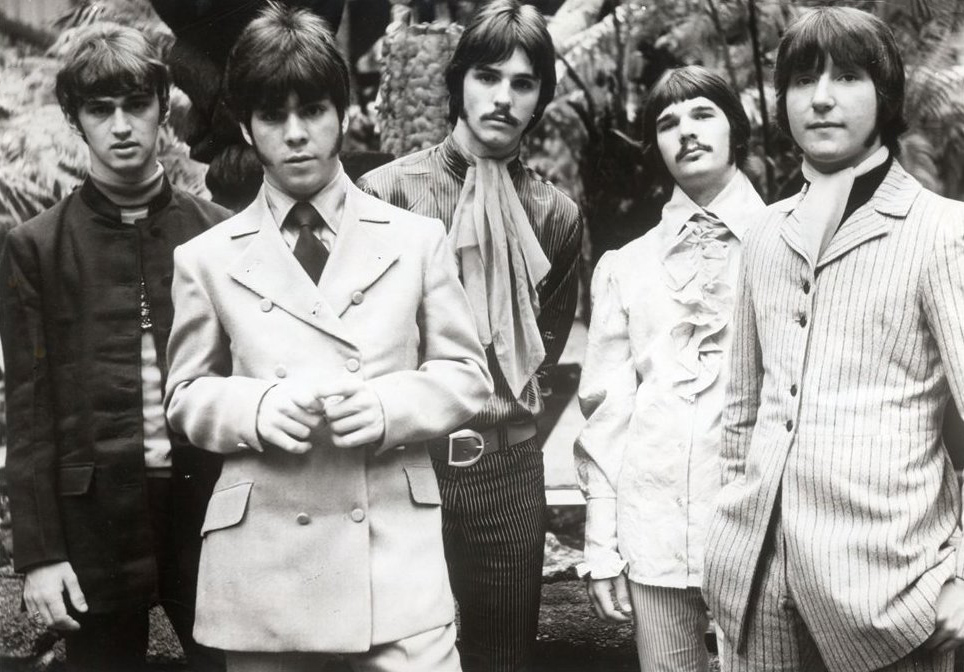
Ohio Express, 1967.

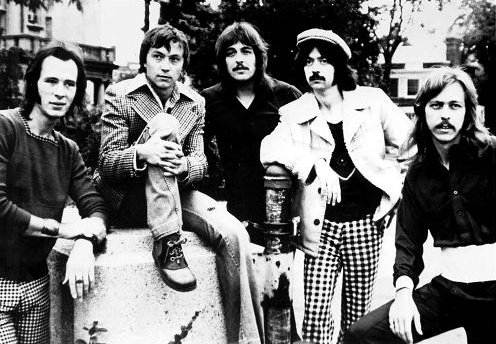
Ohio Express, 1973.

Ohio Express, amerikanskt tuggummipop-band bildat ca: 1967. De ingick i samma stall som 1910 Fruitgum Company. Ohio Express var en av de största tuggummipop-grupperna. Musikerna i gruppen var halvanonyma studiomusiker och låtarna sjöngs för det mesta av sångaren Joey Levine. De hade sin storhetstid 1968 då man släppte låtarna "Yummy, Yummy, Yummy" och "Chewy Chewy". 1960-talets Tuggummipopvåg var dock en tillfällig modefluga och dog ut i början av 1970-talet, liksom Ohio Express.